# Indotestudo
Indotestudo är ett släkte av sköldpaddor. Indotestudo ingår i familjen landsköldpaddor.

## Arter
Arter enligt Catalogue of Life och The Reptile Database:
- Indotestudo elongata
- Indotestudo forstenii
- Indotestudo travancorica